# Șebedîha, Olevsk
Șebedîha (în ucraineană Шебедиха) este un sat în comuna Zamîslovîci din raionul Olevsk, regiunea Jîtomîr, Ucraina.

## Demografie
Componența lingvistică a localității Șebedîha
     Ucraineană (94,74%)
     Rusă (5,26%)
Conform recensământului din 2001, majoritatea populației localității Șebedîha era vorbitoare de ucraineană (94,74%), existând în minoritate și vorbitori de rusă (5,26%).